# Пам'ятник Леніну (Харків)
Пам'ятник Володимиру Леніну — колишній пам'ятник у місті Харкові. Був встановлений на площі Дзержинського (нині — майдан Свободи) 5 листопада 1963 року. За загальною висотою пам'ятника, а це 20,2 метрів, він був другим з найвищих в Україні (після Леніна у Севастополі). Висота ж власне бронзової фігури В. І. Леніна становила 8,5 метрів. Автори пам'ятника — скульптори М. К. Вронський, О. П. Олійник, і архітектор О. О. Сидоренко. Пам'ятник повалено 28 вересня 2014 року.

## Композиція
Володимир Ленін був зображений у момент виголошення промови: енергійний жест правої руки, у лівій — зім'ятий картуз, фігура сповнена динаміки, здавалося, що Ілліч на мить зупинився, ступивши уперед, назустріч трудівникам, що слухають його. Вітер відвернув поли пальта і піджака.
На п'єдесталі — барельєфи: під бойовим Червоним прапором — робітник, матрос і вояк. Друга композиція: робітник, колгоспник і вчений, який високо підняв над головою макет штучного супутника Землі.
Скульптура була порожньою всередині і трималася на сталевих штирах, вставлених в її ноги.

## Історія
Урочисте відкриття пам'ятника відбулося 5 листопада 1963 року — напередодні 46-ї річниці Жовтневого перевороту.
Наказом Мінкульту № 468 від 30 травня 2013 року пам'ятник був занесений до Державного реєстру нерухомих пам'яток України як пам'ятка монументального мистецтва місцевого значення, охоронний номер 27-Ха.
Після 1991 року була низка проектів демонтажу пам'ятника Леніну, зокрема, у 1994 році пропонувалось замінити цей пам'ятник на шоколадний, а вже шоколад роздати дітям.

## Знесення

### Спроба знесення у лютому

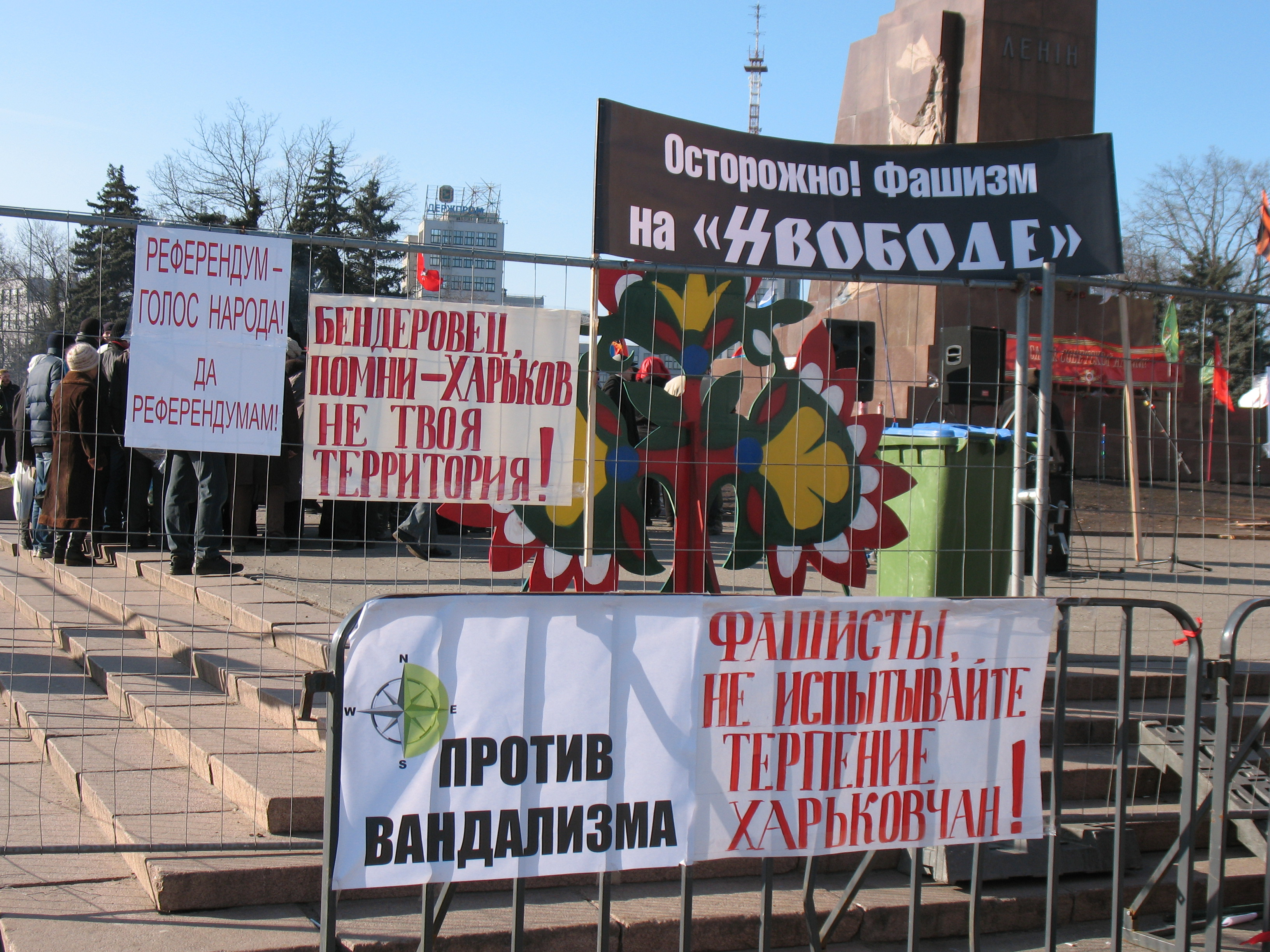
Захист пам'ятника проросійськими активістами (25 лютого 2014)

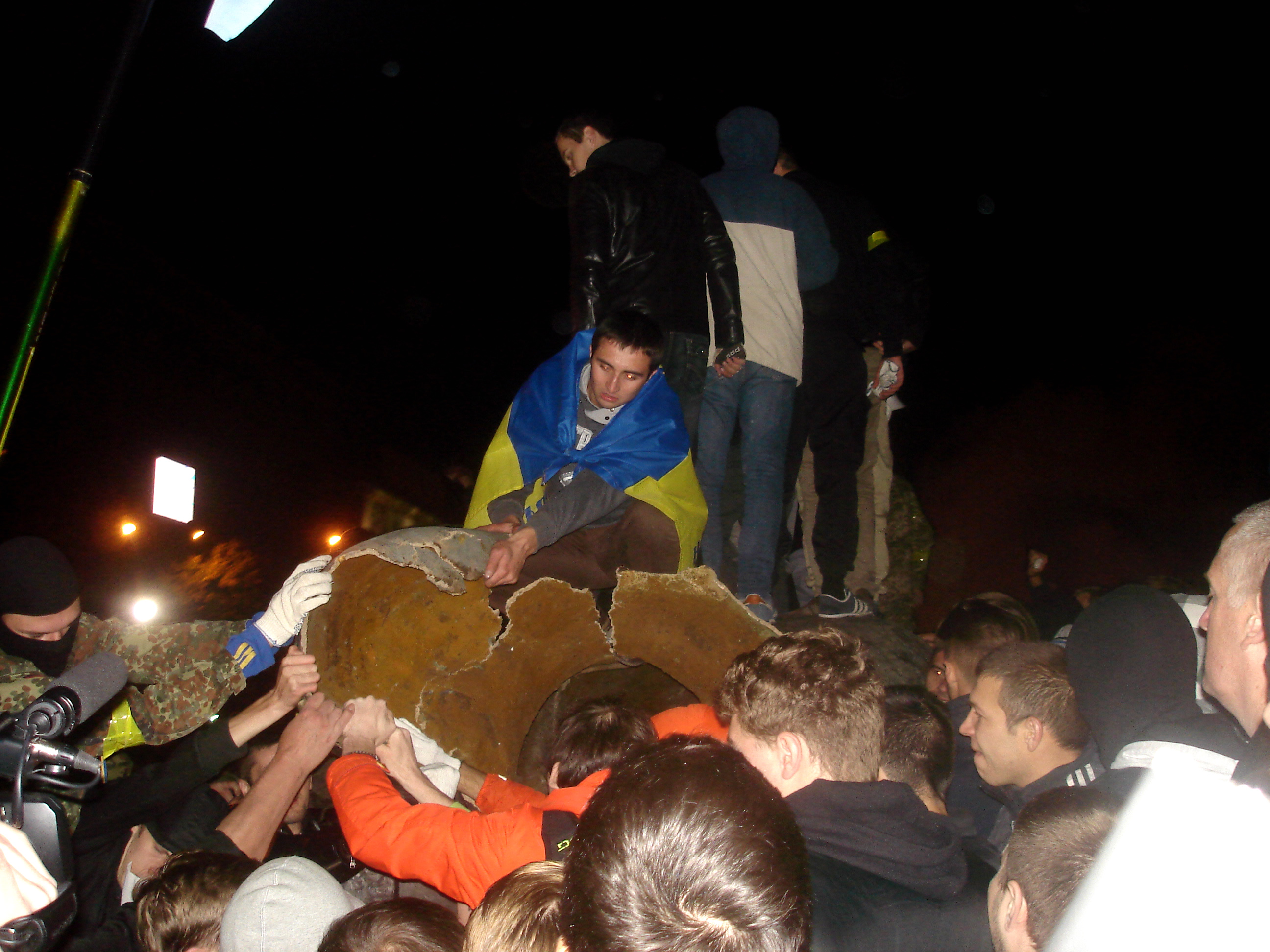
Знесення пам'ятника, 28 вересня 2014 року

Під час подій Євромайдану та «ленінопаду» в Україні 22 лютого активісти Євромайдану, після багатотисячного маршу від Палацу Спорту до майдану Свободи, обговорювали питання про знесення пам'ятника. У ході обговорення було вирішено зносити пам'ятник після відповідного рішення у Верховній Раді України. Групи мешканців Харкова, які позначають себе символом «георгіївської стрічки» та активісти Антимайдану встали на захист пам'ятника і організували біля нього цілодобове чергування і оточення.
Проти повалення пам'ятника виступав мер Харкова Г. Кернес.
Ввечері 21 вересня 2014 року активісти «Правого сектора» розмалювали пам'ятник та поспалювали георгіївські стрічки, які там залишились. Наступного дня написи стерли співробітники комунальних служб.

### Повалення пам'ятника 28 вересня 2014
28 вересня 2014 року у Харкові відбувся проукраїнський марш та мітинг під гаслом «Харків — це Україна» за участі близько 5 тисяч осіб. Після завершення проукраїнської акції більша частина її учасників (близько трьох тисяч) зібрались на площі Свободи та почали валити пам'ятник Леніну, у чому брали участь бійці батальйону «Азов», активісти Східного Корпусу, «Громадської Варти», Харківського Євромайдану та харківські ультрас.
Спочатку планувалось за допомоги автовишки розпиляти пам'ятник по частинах, зокрема, відпиляти голову та руки, але міліція не пропускала до пам'ятника спецтехніку та перекрила всі під'їзди до площі. В той же час активісти з прапором батальйону «Азов» перфоратором висікли напис «Слава Україні», а близько 19:00 залізли за допомогою драбини на постамент та почали пиляти ноги пам'ятника болгаркою.
Під час акції з повалення пам'ятника Леніну навіть повідомлялося про мінування постаменту та проводилась його перевірка, однак повідомлення про мінування виявилось хибним. Крім того, за словами радника міністра внутрішніх справ Антона Геращенка правоохоронці оточили майдан Свободи під час повалення пам'ятника Леніну з метою недопущення збройних провокацій.
Під час першої спроби повалити пам'ятник обірвався трос, через що один з активістів травмувався, після чого ноги пам'ятника продовжили ще пиляти, а альпіністські мотузки замінили на сталеві троси. Також під час повалення Леніну чоловіка, який намагався зашкодити цьому процесу був побитий проукраїнськими активістами за образу українського народу.
Близько 22:30 активісти, прив'язавши до рук фігури два троси та потягнувши за них, повалили пам'ятник Леніну на майдані Свободи у Харкові.. Після цього до пам'ятника кинулась юрба людей, які запалювали фаєри та димові шашки, а також вітали одне одного. Також харків'яни намагались захопити шматок пам'ятника як сувенір. Всього процес знесення пам'ятнка зайняв близько чотирьох годин. У черевики статуї Леніну, що залишились на постаменті, активісти встановили українські прапори.
Активісти порівняли знесення пам'ятника Леніну у Харкові з падінням Берлінського муру, а падіння статуї Леніну спровокувало хвилю жартів на цю тему.
Скульптура була сильно пошкоджена: від неї залишився тулуб без однієї руки, голови, передньої частини живота та черевиків. Залишки статуї Леніну були перевезені на територію заводу Малишева і Харківського облавтодору поблизу окружної дороги.
Спочатку міліцією було відкрито кримінальне провадження за фактом спроби повалення пам'ятника Леніну за ч. 2 ст. 298 (знищення, руйнування або пошкодження об'єктів культурної спадщини) КК України.. Але голова Харківської обласної державної адміністрації Ігор Балута підписав розпорядження про «врегулювання ситуації щодо пам'ятників тоталітаризму», за яким встановив терміново вжити заходів щодо демонтажу пам'ятника та вилучення його з Державного реєстру нерухомих пам'яток України. Також було припинене кримінальне провадження, а міністр внутрішніх справ Арсен Аваков заявив про припинення кримінального провадження за фактом пошкодження пам'ятник на основі цього розпорядження. Наступного дня харківська міліція офіційно повідомила про припинення кримінального провадження.
29 вересня 2014 року голова Харківської ОДА Ігор Балута зазначив, що падіння пам'ятника не призвело до пошкоджень конструкцій метрополітену.
Того ж дня харківський міський голова Геннадій Кернес звинуватив у бездіяльності під час повалення пам'ятника Леніну міліцію та міністра внутрішніх справ Арсена Авакова, пообіцяв обов'язково відновити пам'ятник, навіть якщо потрібно буде відновити його з нуля, заявив, що більшість присутніх під час повалення пам'ятника були приїжджими, а також закликав правоохоронців затримати винних. Також відновити пам'ятник пообіцяв голова КПУ Петро Симоненко, а колишній голова Харківської облдержадміністрації Михайло Добкін звернувся до Президента України Петра Порошенка з проханням провести розслідування, відсторонивши на час його проведення від обов'язків міністра внутрішніх справ Арсена Авакова, керівника УВС в Харківській області та голову Харківської ОДА Ігоря Балуту, і заявив, що більшість була приїжджих з Полтавської, Дніпропетровської, Київської та Львівської областей. Також один з харківських архітекторів, заслужений архітектор України Павло Чечельницький виступив проти зносу пам'ятника, оскільки він був символом минулої епохи та назвав це «своєрідним фашизмом». Водночас, директор Музею міської садиби Андрій Парамонов зазначив, що знесення пам'ятника було не на часі, оскільки багато харків'ян побоювалось, що це може призвести до подібних подій як на Донбасі.
1 жовтня 2014 року харківський мер Геннадій Кернес звернувся до прокурора Харківської області Юрія Даниченка та начальника УМВС в Харківській області Анатолія Дмитрієва, а директор КСП «Харківзеленбуд» Микола Блуд — до прокурора міста Харкова Євгена Попова щодо законності зносу пам'ятника Леніну, закриття кримінального провадження та розпорядження голови Харківської ОДА Ігоря Балути про його демонтаж.
Серед варіантів відновлення розглядалися 2 варіанти: до тулуба з однією рукою доварити ще одну руку і голову або відлиття нової статуї у Києві чи в Італії.
Наступного дня після повалення пам'ятника біля нього зібралось близько 200 осіб, які зашпаклювали та зафарбували напис «Слава Україні» та повісили плакат «Слава труду! Слава Донбасу!», а також почали збір підписів за його відновлення. Також було затримано чоловіка років 50-ти, який з пістолета калібру «Флобер» почав стріляти у натовп. Стрільця було повалено на землю, активісти викликали міліцію, яка затримала за хуліганство цього чоловіка. Ввечері того ж дня харківські ультрас з символікою «Правого сектора» розігнали прихильників ідеї відновлення пам'ятника біля постаменту поваленого пам'ятника, під час чого сталися сутички та постраждало кілька людей.
Харків'яни розділилися в оцінках щодо знесення пам'ятника Леніну одні раділи, інші вважали. що демонтаж мав відбутися у цивілізований спосіб, а треті — сумують за ним та приносять до нього квіти. Разом з тим, багато, хто за виступав за цивілізований демонтаж не заперечили проти факту його повалення. За результатами опитування на харківському інформаційному сайті «057.ua» більшість висловились за відсутність пам'ятника Леніну на майдані Свободи.
На думку харківських скульпторів відновити скульптуру Леніну складно, оскільки це не буде точною копією через значні пошкодження її залишків, значну вартість робіт, відсутність майстрів пам'ятників радянської доби, а також особисту небезпеку для скульптора, який візьметься за таку роботу. Разом з тим є низка ідей щодо майбутнього майдану Свободи без пам'ятника Леніну: встановити фонтан зі скульптурами, скульптуру політично нейтрального діяча, перенести суди пам'ятник Василю Каразіну або залишити її без пам'ятників, повернувши їй вигляд до встановлення у 1963 році пам'ятника Леніну. А на думку радника міністра внутрішніх справ Антона Геращенка на місці пам'ятника Леніну необхідно встановити «пам'ятник усім Героям, які боролися й гинули за незалежність і єдність України»
Водночас, голова Харківської ОДА Ігор Балута заявив, що відновлюватися пам'ятник Леніну не буде та нагадав, що Харківська міська рада не зберегла низку радянських пам'ятників знесених останнім часом.
Пізніше активісти харківської громадської організації «IT Sector» запропонували Геннадію Кернесу обміняти ніс скульптури на БТР або танк Т-80 для добровольчого батальйону «Азов», а в іншому разі влаштують аукціон. Також на аукціон виставлено вухо пам'ятника Леніну вагою 35 кг, яке міняють на тепловізор для батальйону територіальної оборони «Харків-1».
Ввечері 1 жовтня навколо постаменту встановили будівельне риштування, яке за словами голови Харківської ОДА Ігоря Балути встановлено з метою припинення подальшого протистояння, в тому числі різних написів, та провокацій.
Вранці 4 жовтня 2014 року на верхівці постаменту було встановлено хрест висотою 3,5 метри, шириною у 1,5 метри та вагою понад 100 кг з написом «Спаси и сохрани», відкритий під час патріотичної акції «Постав на Леніні хрест», який стоятиме тимчасово.
7 квітня 2015 року Харківський апеляційний адміністративний суд відмовив міській раді у вимозі визнати незаконним розпорядження екс-голови Харківської облдержадміністрації Ігоря Балути про знесення пам'ятника Леніну на майдані Свободи.

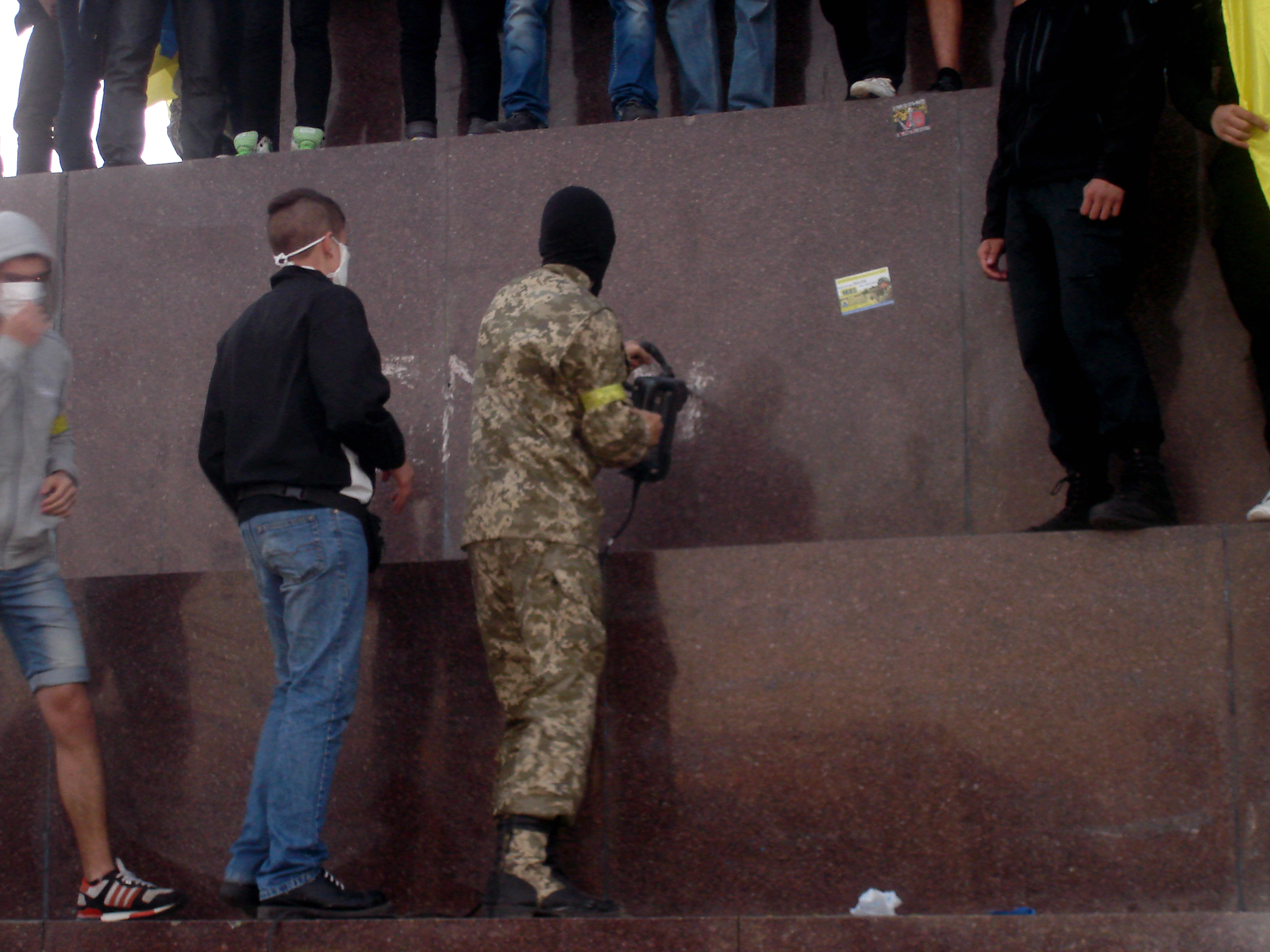
Перфоратором видовбують напис «Слава Україні!»
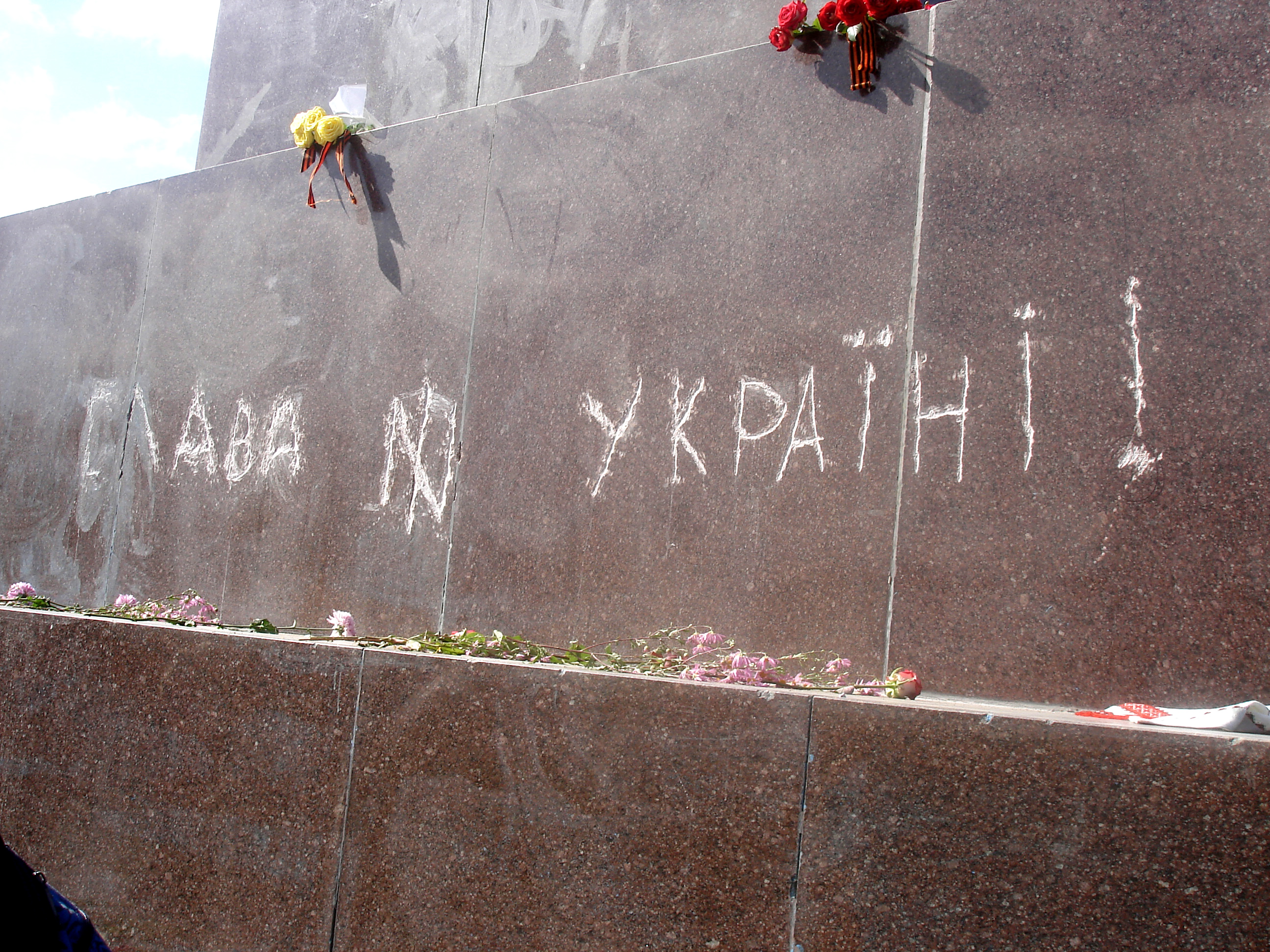
Напис «Слава Україні!» на постаменті
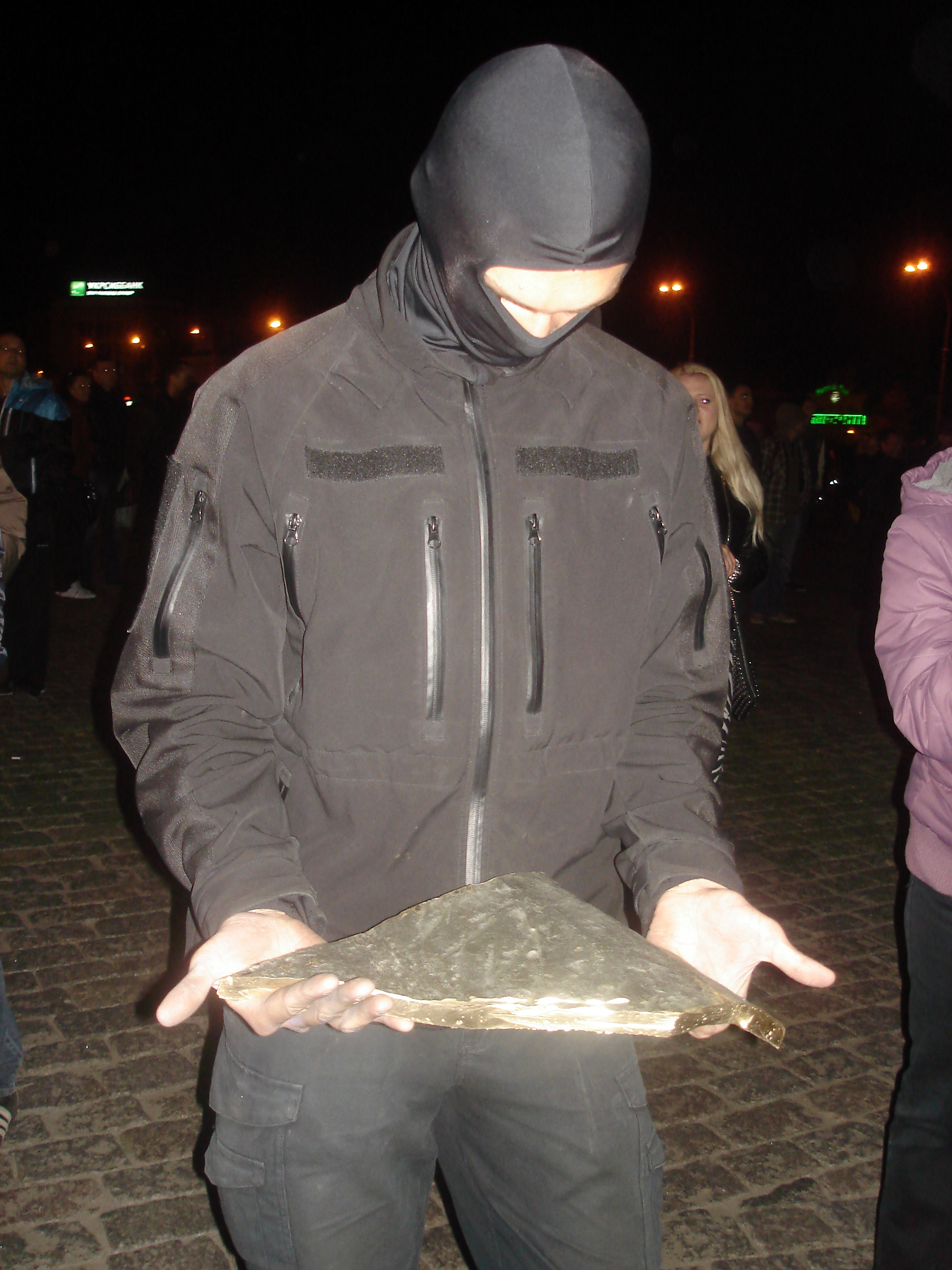
Перший шматок, який відпиляли від ноги пам'ятника
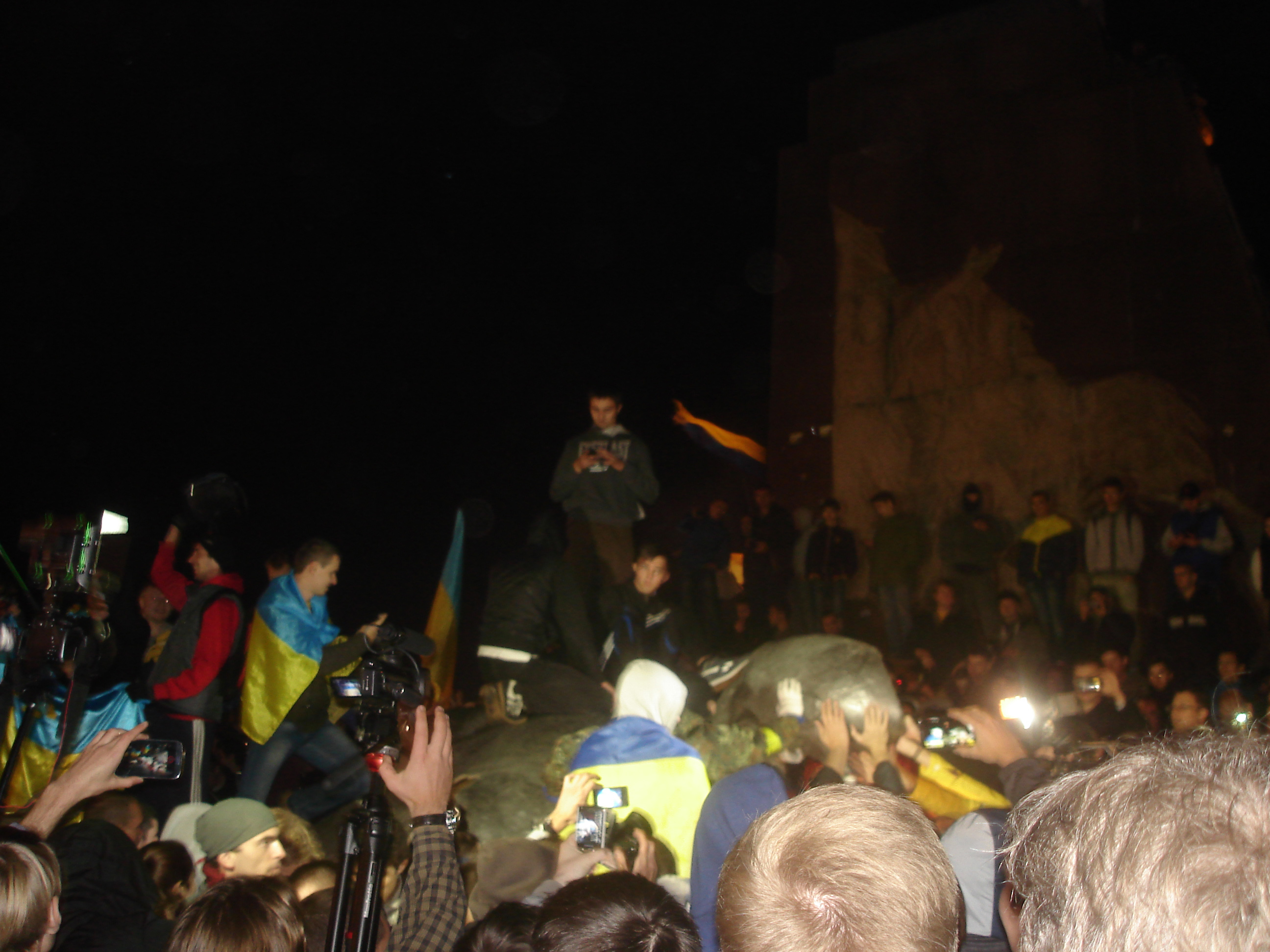
Молодь біля поваленого пам'ятника
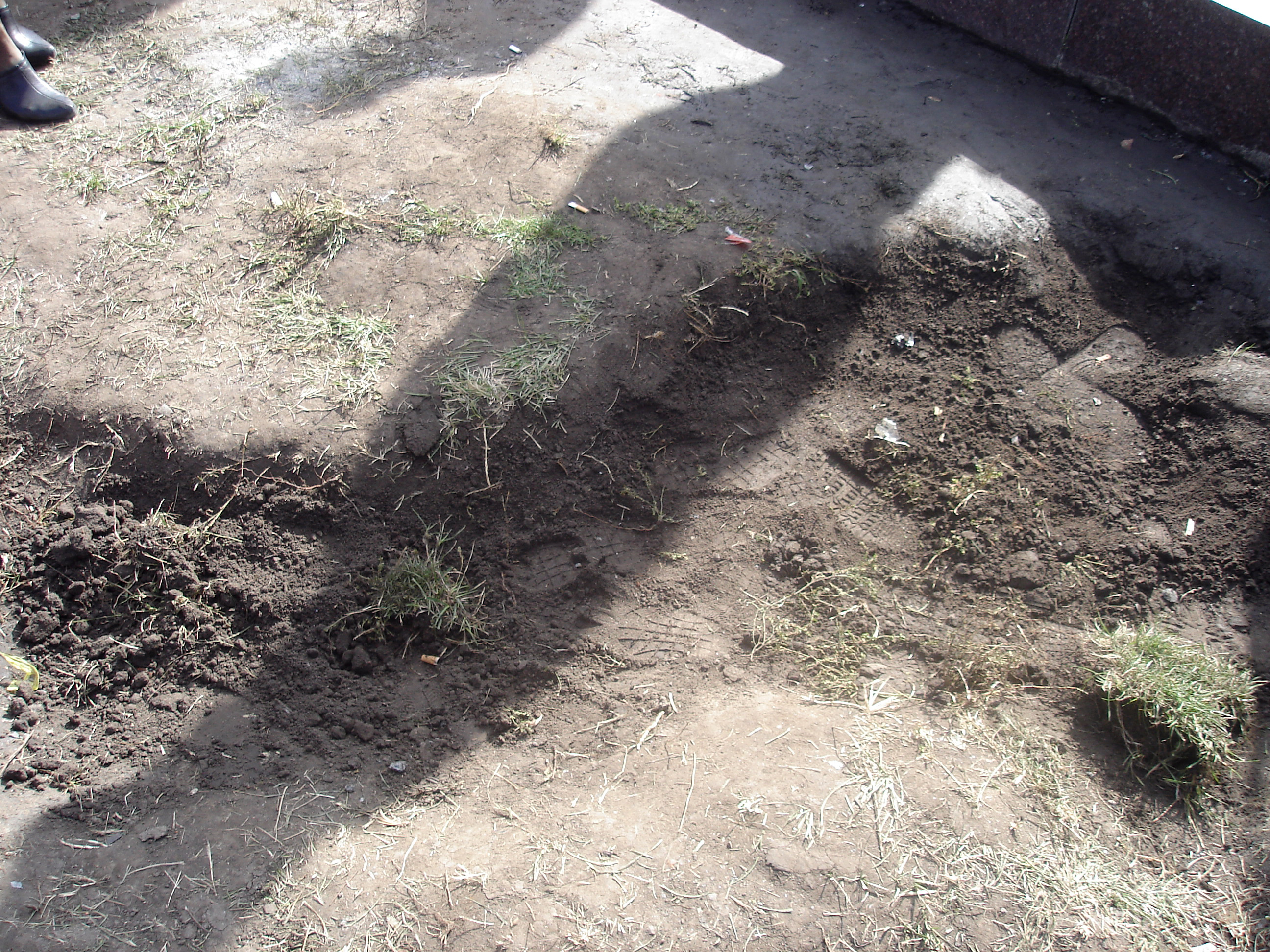
Заглиблення в землі біля сходинок постаменту пам'ятника Леніну на майдані Свободи у Харкові після падіння статуї
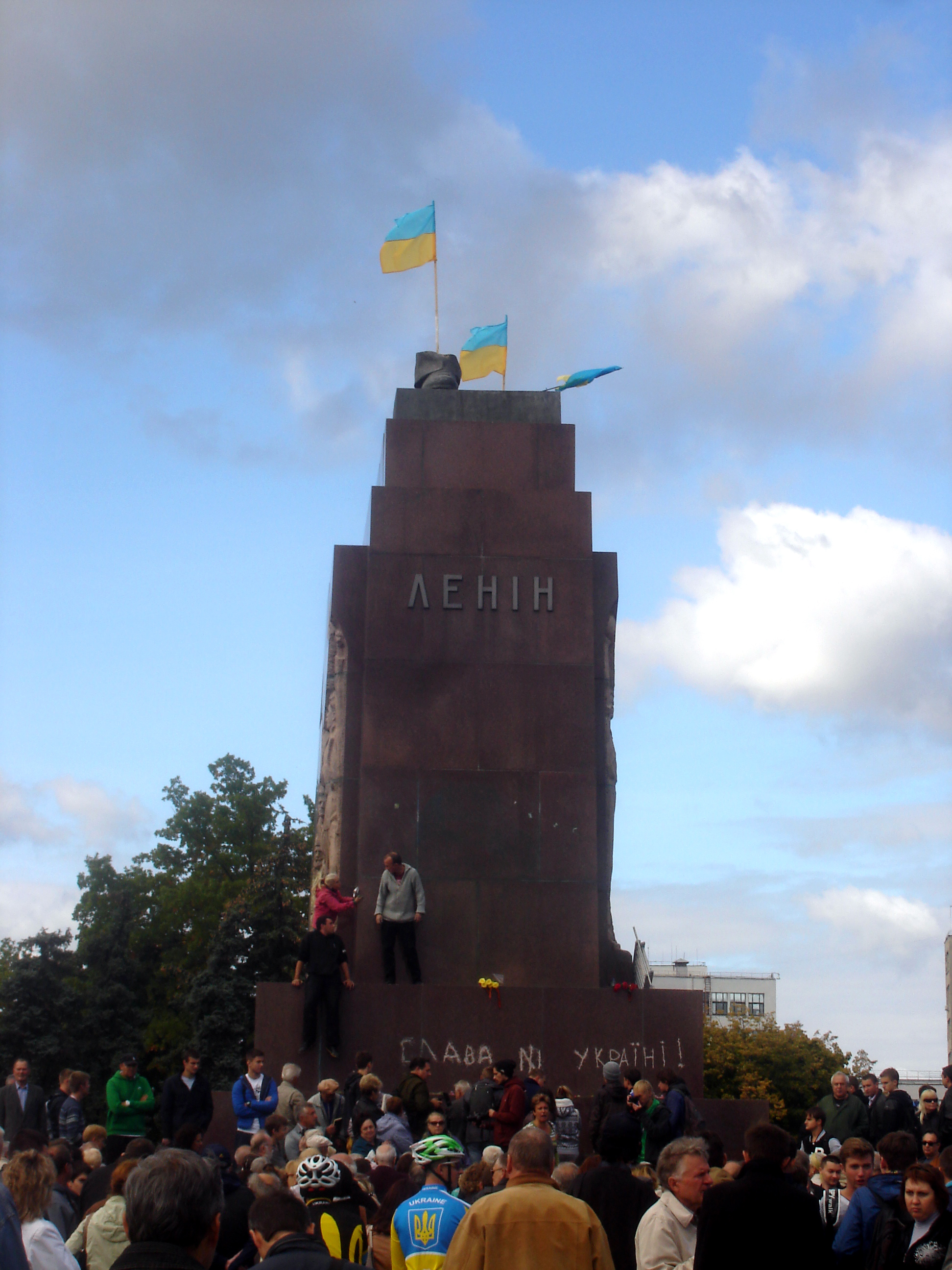
Постамент знесеного пам'ятника Леніну
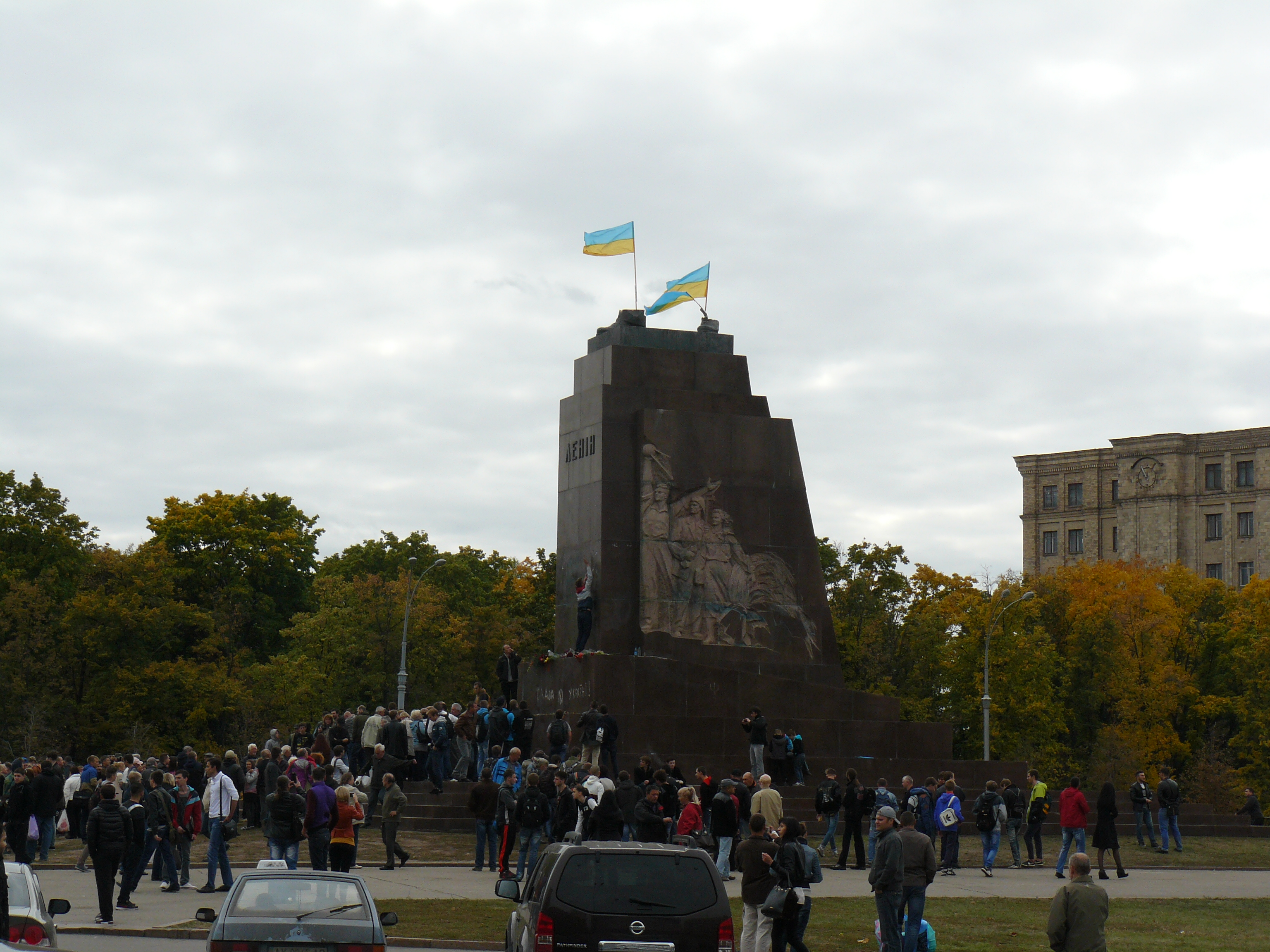
Постамент знесеного пам'ятника Леніну та акція проросійських осіб на захист пам'ятника
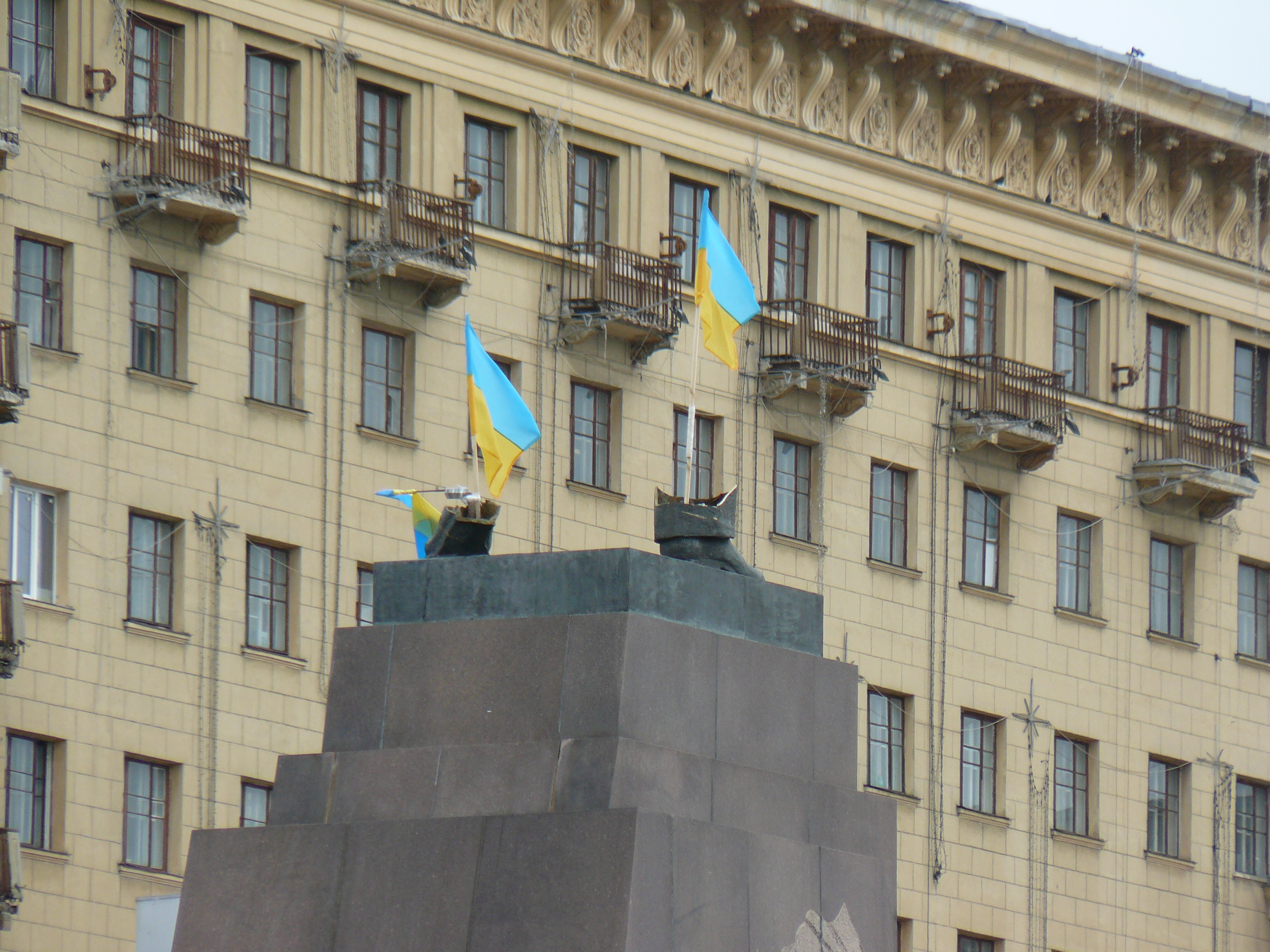
Чоботи від статуї Леніну на постаменті пам'ятника
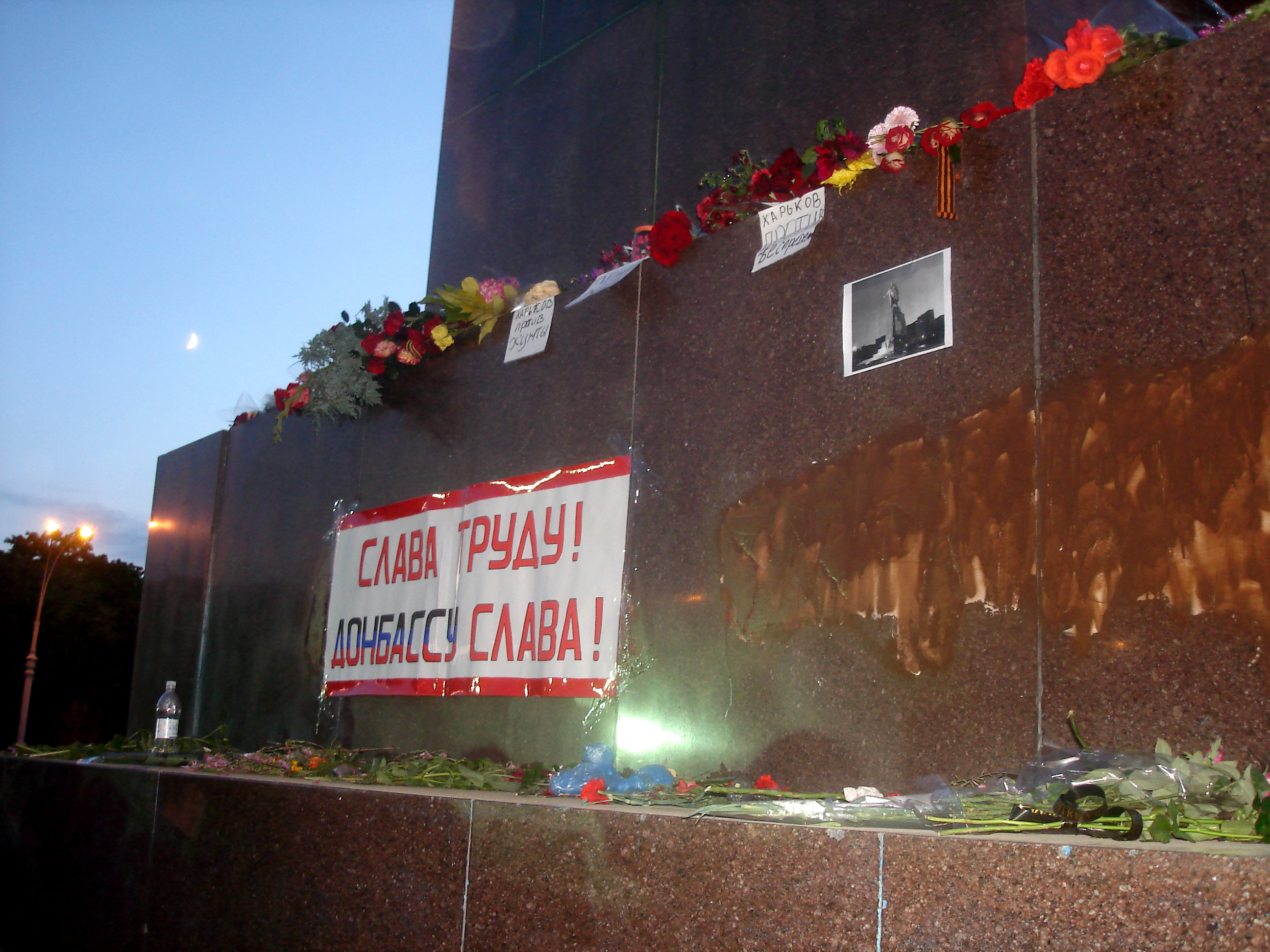
Акція проросійських осіб на захист пам'ятника

## Галерея

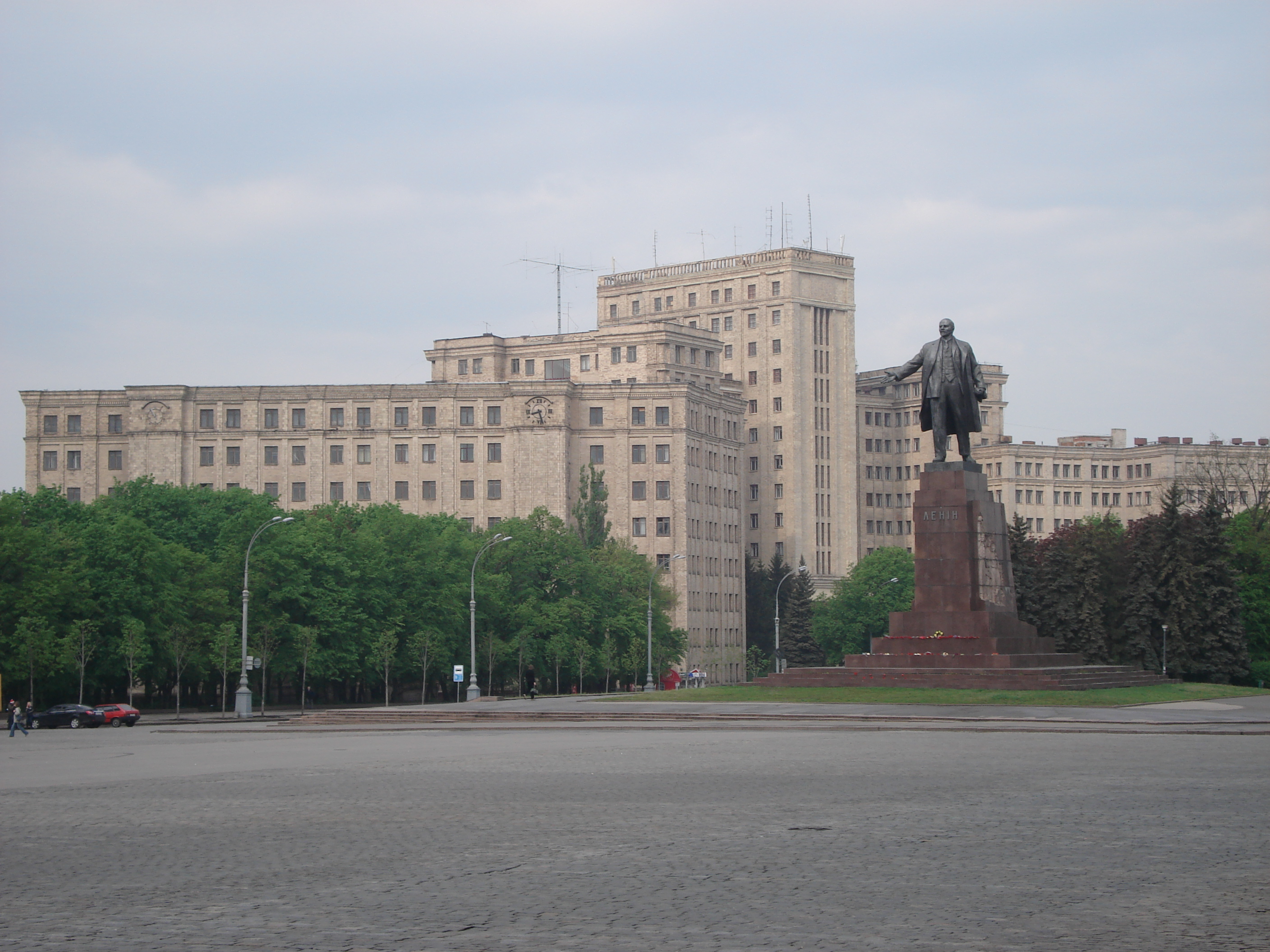
Пам'ятник на тлі головного корпусу ХНУ імені В.Н. Каразіна
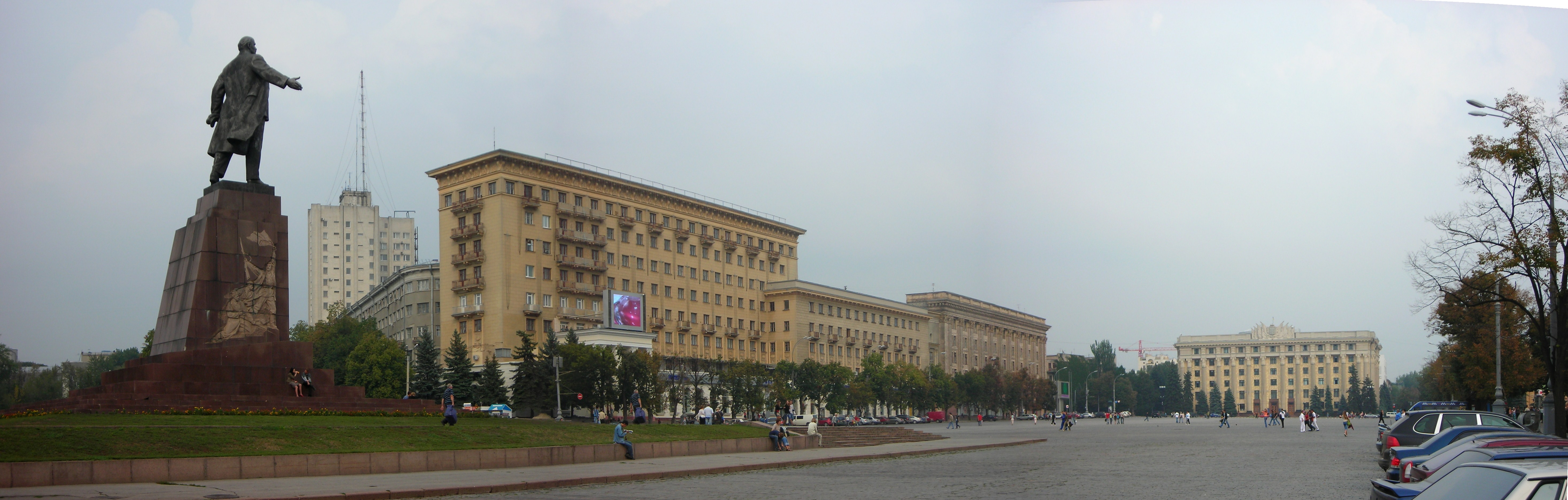
Вид на пам'ятник та площу
Вигляд з лівого боку
Лівий барельєф на постаменті пам'ятника
Вигляд з правого боку
Правий барельєф на постаменті пам'ятника
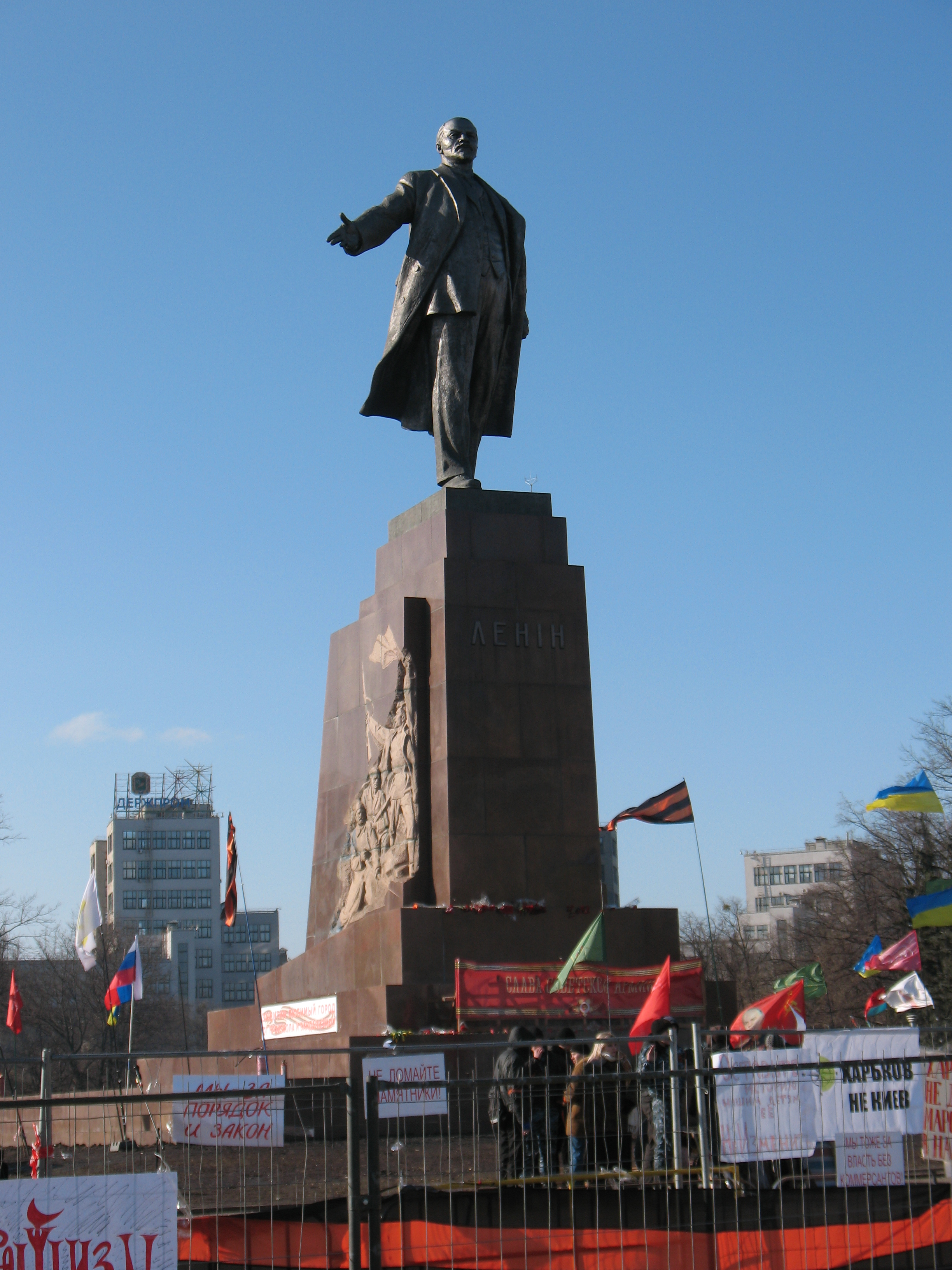
Пам'ятник наприкінці лютого 2014
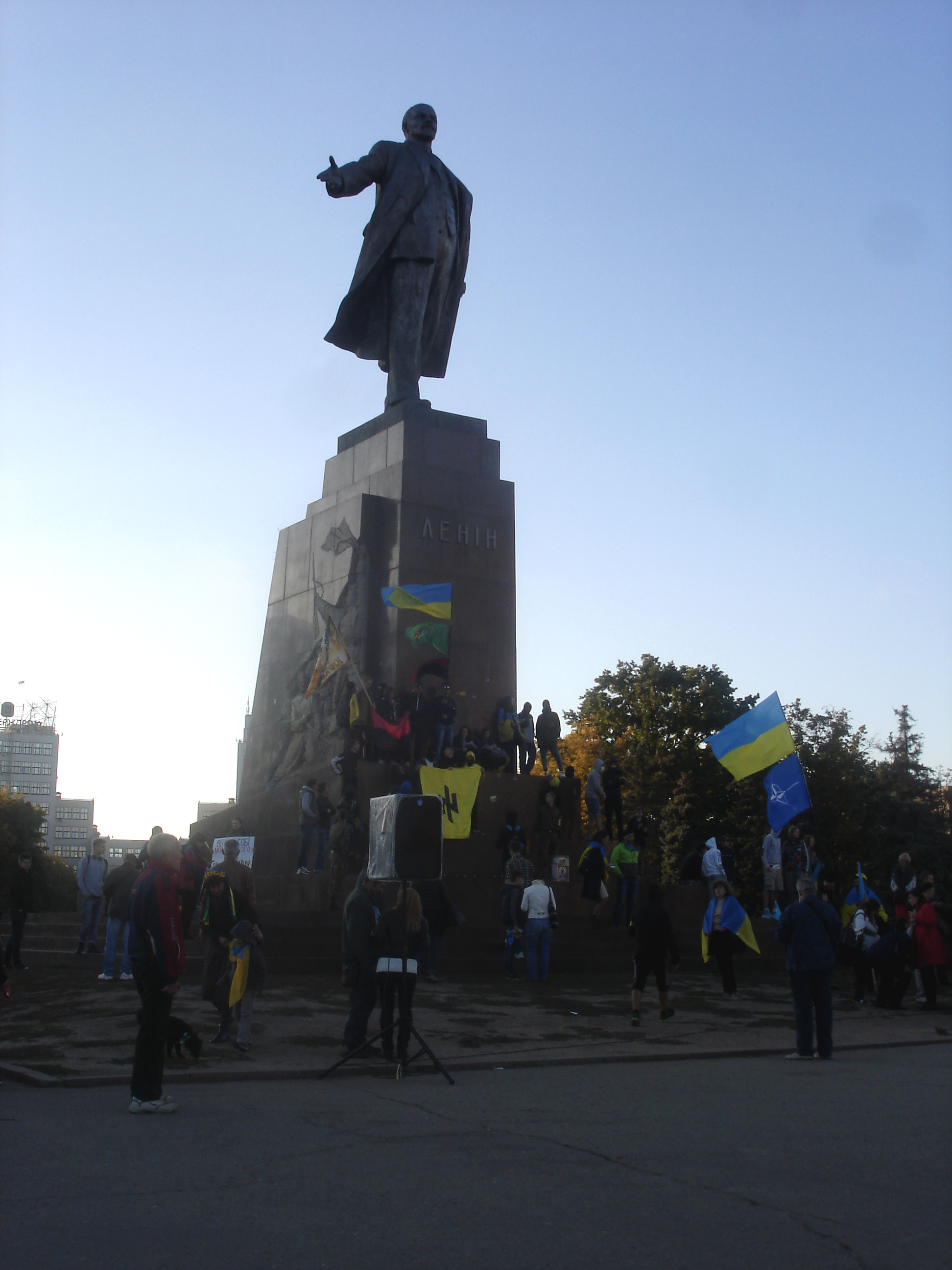
Пам'ятник Леніну напередодні знесення.

## Цікаві факти
Про пам'ятник є низка анекдотів, що ніби він рукою вказує напрямок до публічного туалету та наглядає за будівлею обкому (нині — Харківська обласна державна адміністрація), повернувшись задом до органів виконавчої влади у Держпромі та університету.